# Старниково (Владимирская область)
Старниково — село в Юрьев-Польском районе Владимирской области России, входит в состав Симского сельского поселения.

## География
Село расположено на берегу речки Шоса в 7 км на запад от центра поселения села Сима и в 29 км на северо-запад от райцентра города Юрьев-Польский близ автодороги 17А-1 Владимир — Юрьев-Польский — Переславль-Залесский.

## История
В XVII столетии по старинным документам село было государевым дворцовым имением. Первые сведения о церкви в честь Успения Божьей Матери находятся в окладных книгах патриаршего казенного приказа от 1628 года. В 1763 году деревянная церковь в селе сгорела, вместо неё в следующем 1764 году на средства прихожан была построена новая деревянная церковь. В 1825 году прихожане построили новую каменную церковь с колокольней. Престолов в церкви было два: в холодной — в честь Успения Божьей Матери, в теплом приделе — в честь Покрова Пресвятой Богородицы (устроен и освящен в 1873 году). В 1893 году в селе Старникове было 27 дворов, мужчин — 113, женщин — 121. С 1895 года в селе существовала церковно-приходская школа. В годы Советской Власти церковь была полностью разрушена.
В конце XIX — начале XX века село входило в состав Симской волости Юрьевского уезда.
С 1929 года село входило в состав Нестеровского сельсовета Юрьев-Польского района, с 1965 года — в составе Симского сельсовета.

## Население
| 1859 |
| ---- |
| 231  |

| 1859 | 1905 | 2002 | 2010 | 2021 |
| ---- | ---- | ---- | ---- | ---- |
| 231  | ↘225 | ↘10  | →10  | ↘7   |